# Semințe de mac

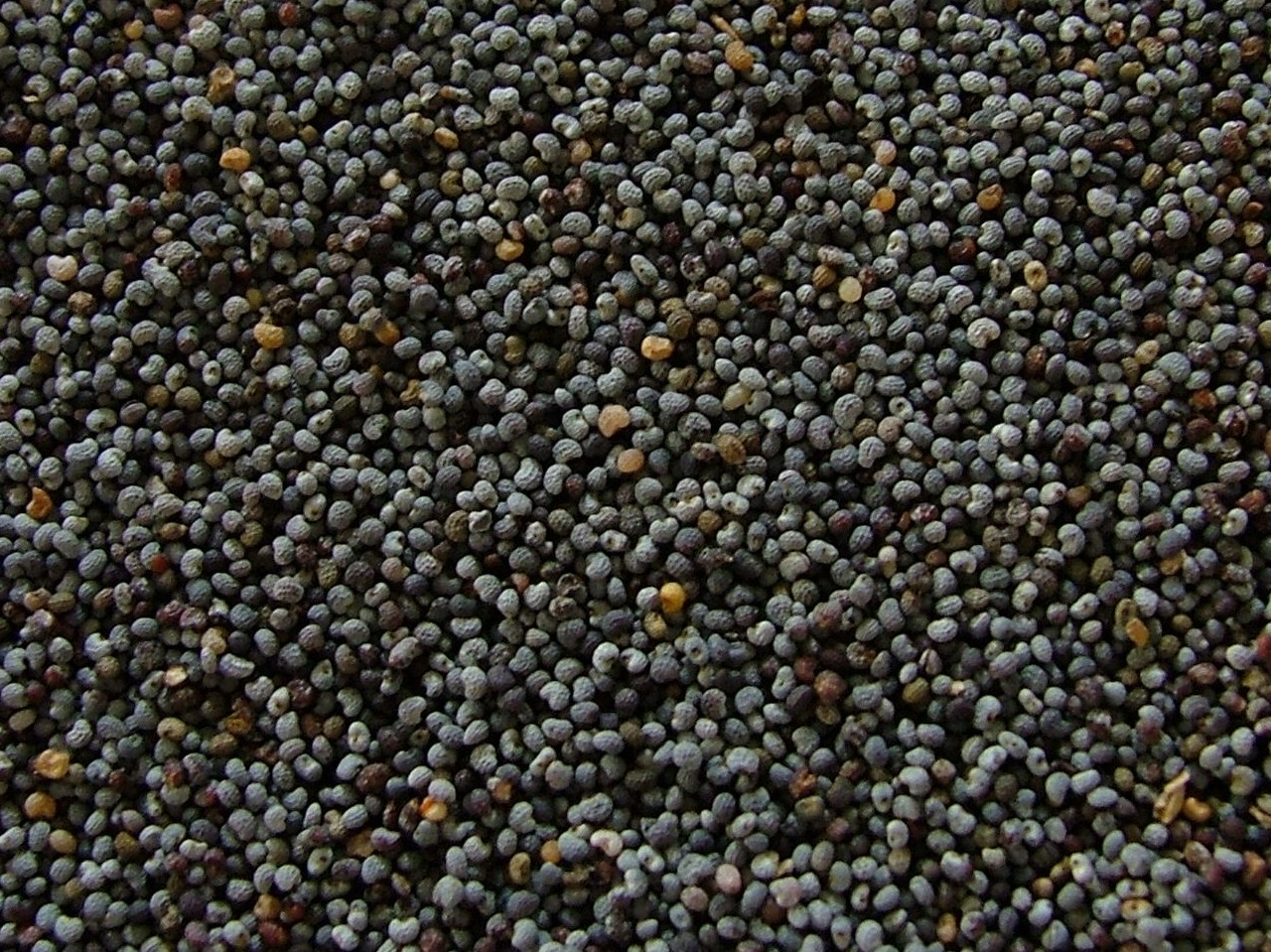
Semințe de mac (opiu negru) în vrac

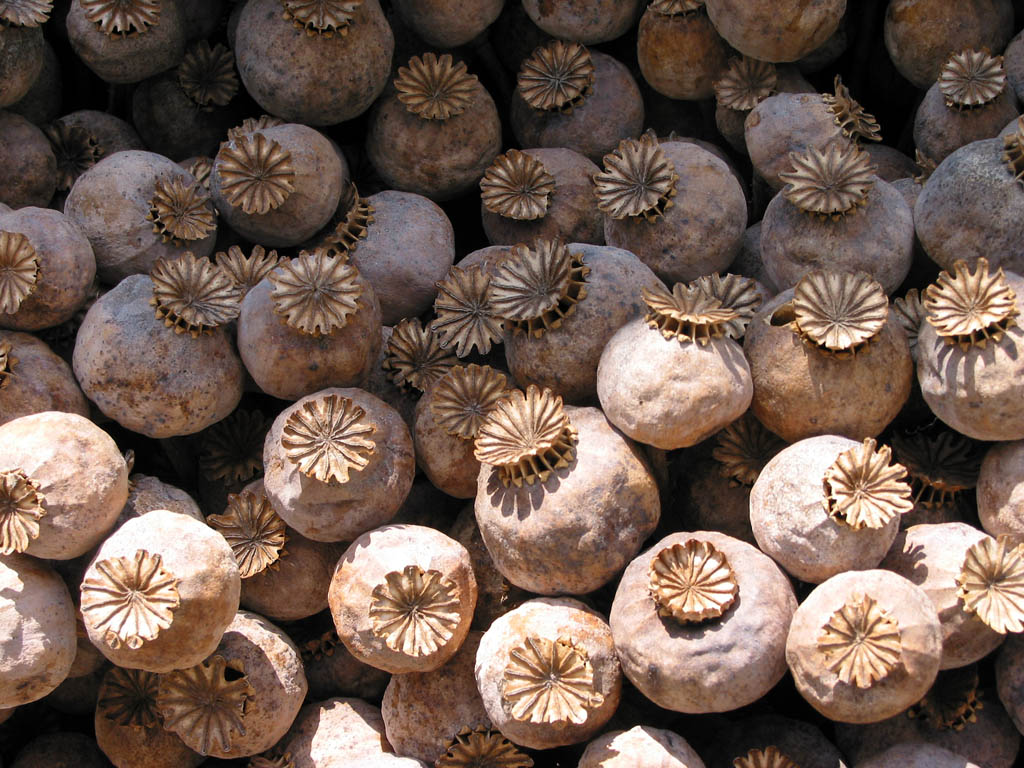
Capsule uscate care conțin semințe de mac coapte

Semințe de mac sunt semințe oleaginoase obținute din mac (Papaver somniferum). Semințele mici, în formă de rinichi, au fost recoltate din capsule uscate de diferite civilizații de mii de ani. Este încă utilizat pe scară largă în multe țări, în special în Europa Centrală și Asia de Sud, unde este cultivat și vândut în mod legal în magazine. Semințele sunt folosite întregi sau măcinate într-o masă ca ingredient în multe alimente – în special în patiserie și pâine – și sunt presate să producă ulei de mac⁠(d).

## Istorie

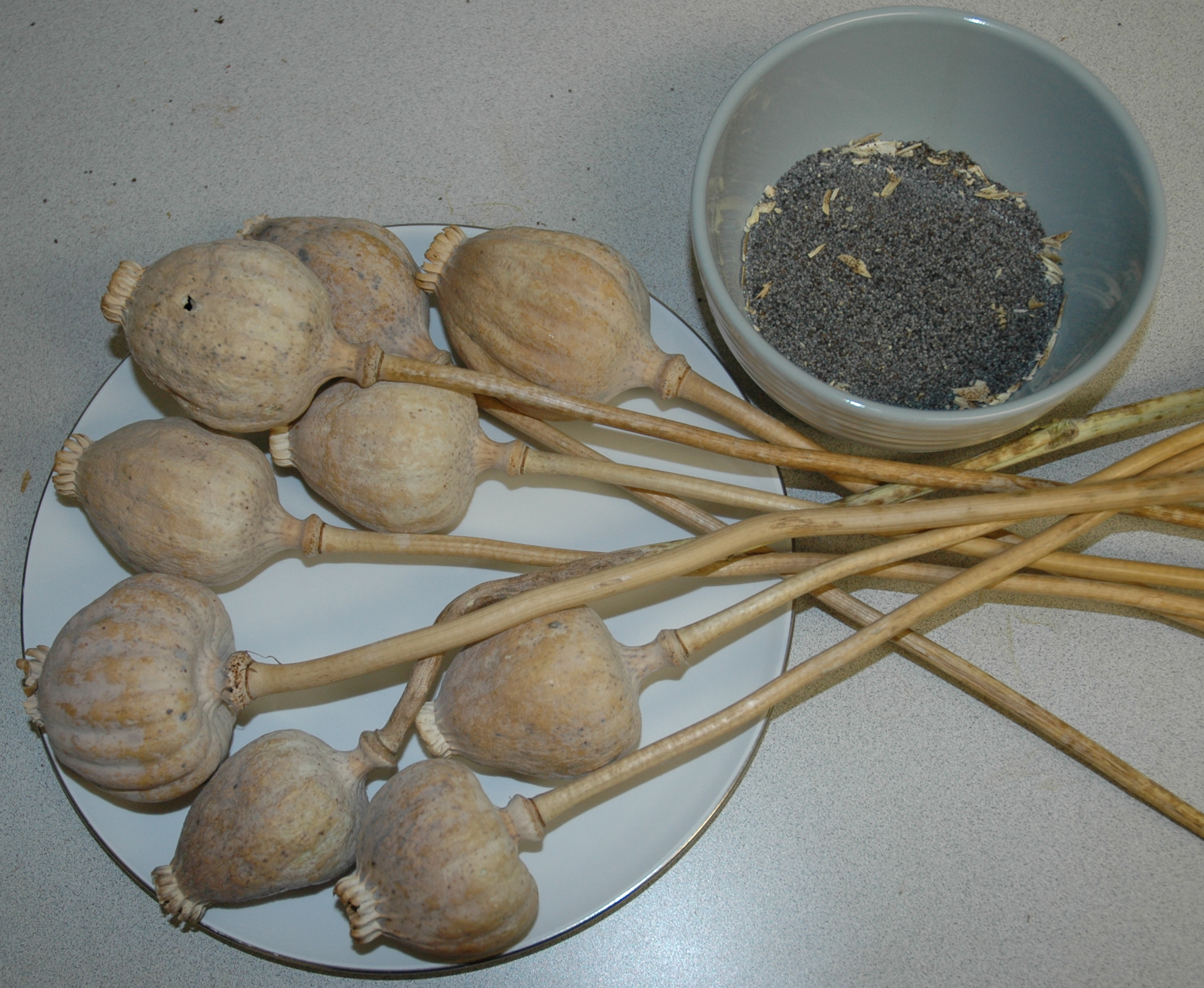
Capsule uscate de mac cu tulpinile atașate și semințe (în castron)

Sămânța de mac este menționată în textul medical antic din multe civilizații. De exemplu, sulul papirusului egiptean numit Papirusul Ebers⁠(d), scris în c. 1550 î.Hr., enumeră semințele de mac ca sedativ. Civilizația minoică (aproximativ 2700-1450 î.Hr.), o civilizație din epoca bronzului care a apărut pe insula Creta, a cultivat maci pentru sămânța lor și a folosit lapte, opiu și amestec de miere pentru a calma copiii care plâng. Sumerienii sunt o altă civilizație care este cunoscut de a fi crescut semințe de mac.

## Descriere
Semințele de mac au o lungime mai mică de un milimetru, în formă de rinichi și au o suprafață fără sâmburi.Este nevoie de aproximativ 3.300 de semințe de mac pentru a alcătui un gram, iar între 1 și 2 milioane de semințe pentru a alcătui o livră.
Semințele altor tipuri de mac nu sunt consumate, ci sunt cultivate pentru florile pe care le produc. Macii anuali și bienale sunt considerați o alegere bună de cultivat din semințe, deoarece nu sunt dificil de propagarea plantelor⁠(d) prin această metodă și pot fi puse direct în pământ în cursul lunii ianuarie. Macul din California (Eschscholzia californica), de exemplu, este o floare sălbatică⁠(d) care crește în vestul și nord-vestul Și nord-vestul Statelor Unite.

## Nutriție
Într-o cantitate de 100 de grame, semințele de mac furnizează 525 calorii și sunt o sursă bogată de tiamină, acid folic și mai multe minerale esențiale⁠(<span title="Mineral (nutrient)|minerale esențiale la Wikidata">d), inclusiv calciu, fier, magneziu, mangan, fosfor și zinc. Semințele de mac sunt compuse din 6% apă, 28% carbohidrați, 42% grăsime și 21% proteină.

## Galerie

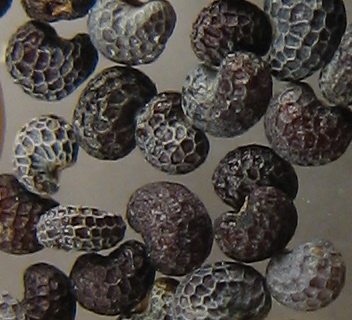
Semințe de mac (fotografie macro)
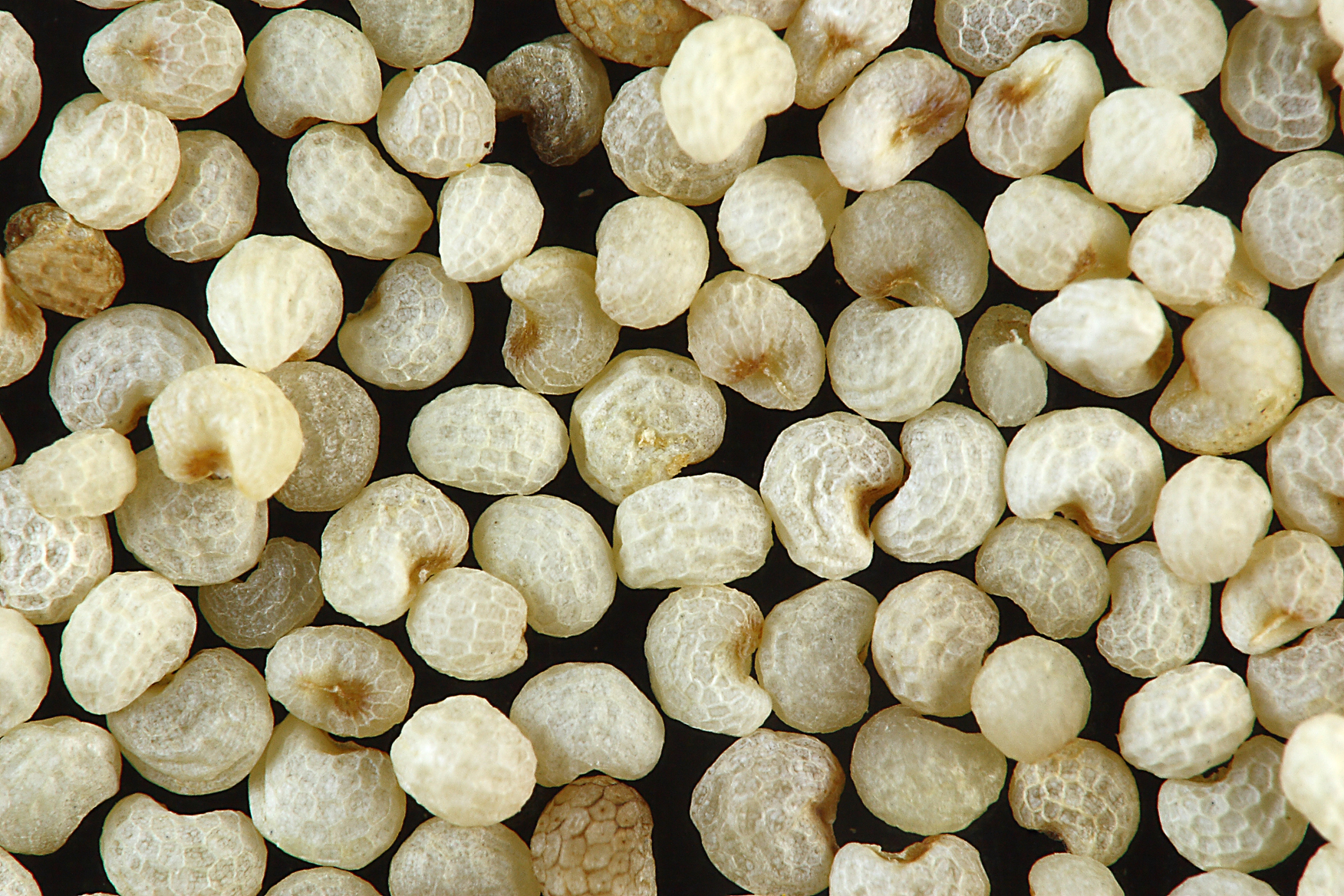
Semințe de mac alb văzute de aproape
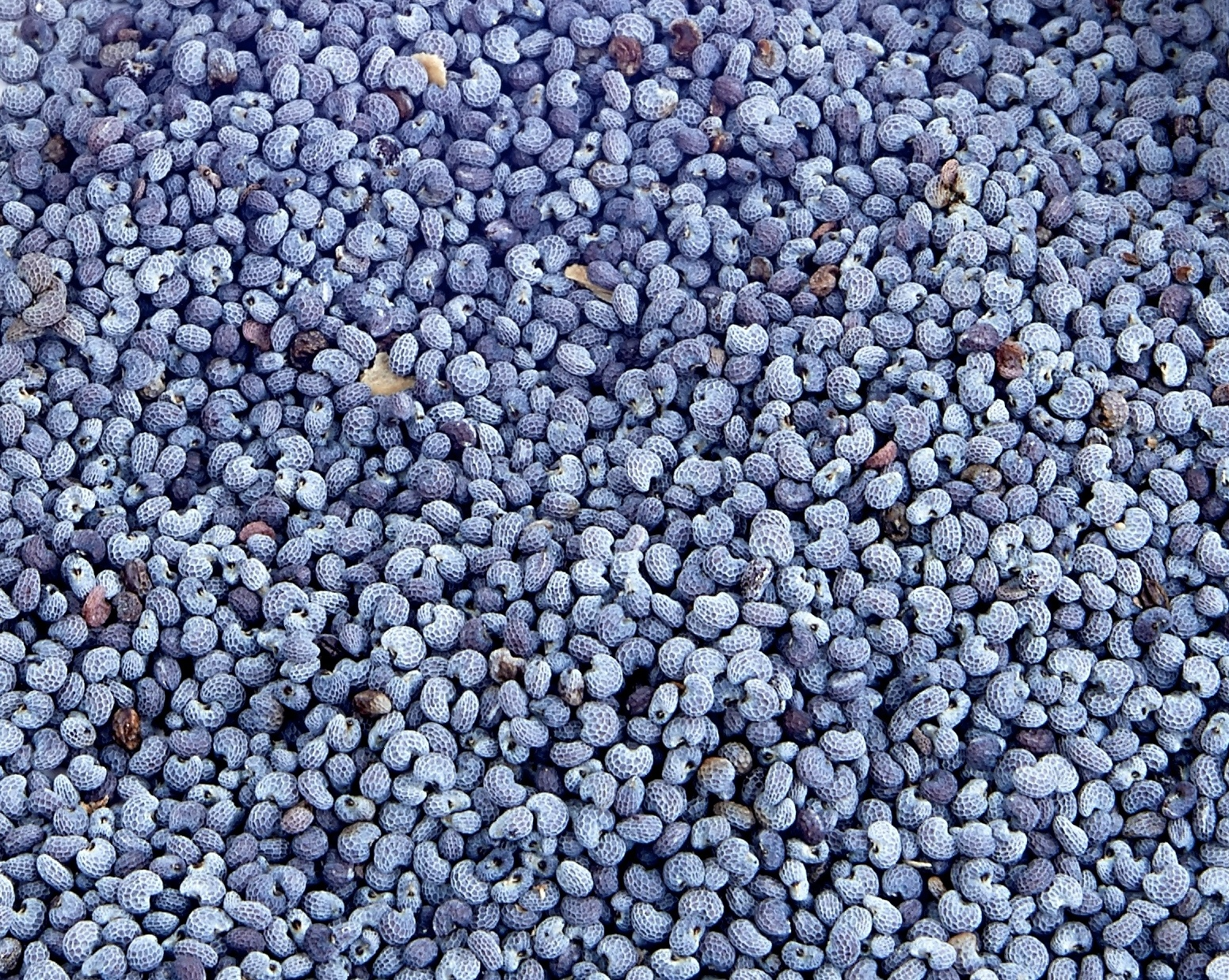
Semințe de mac albastru (ca hrană)
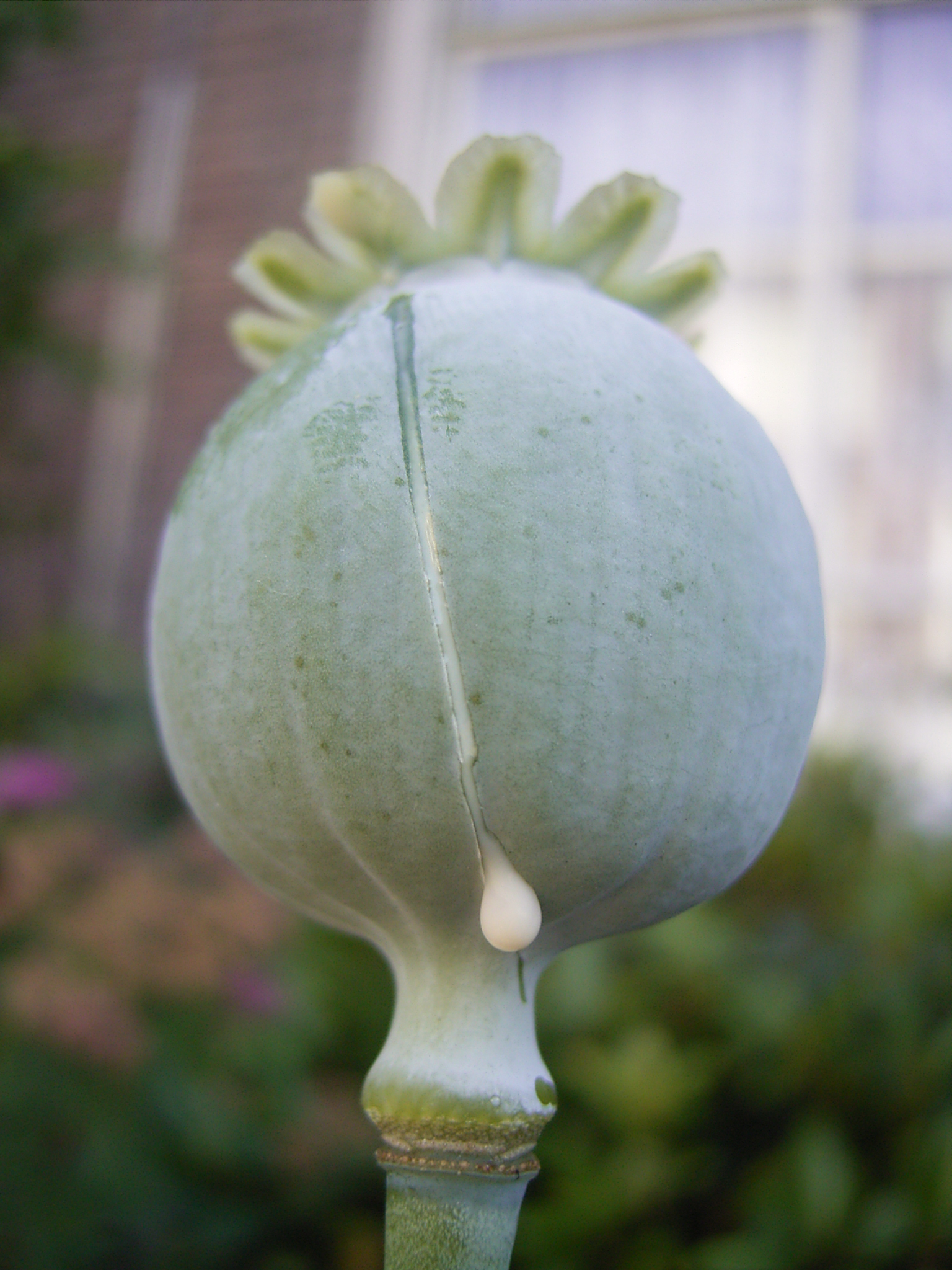
Capsulă verde de mac tăiată, din care se scurge laptele
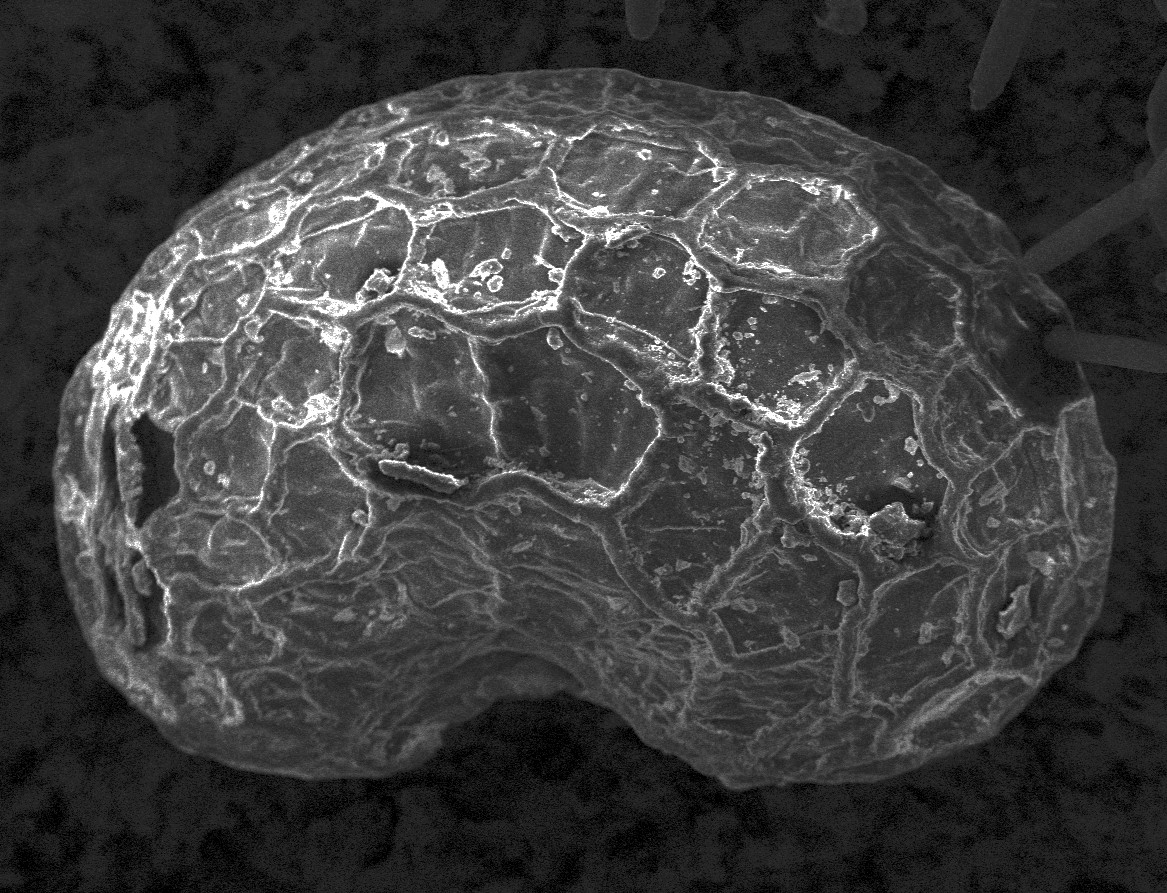
Micrografie electronică a unei semințe de mac
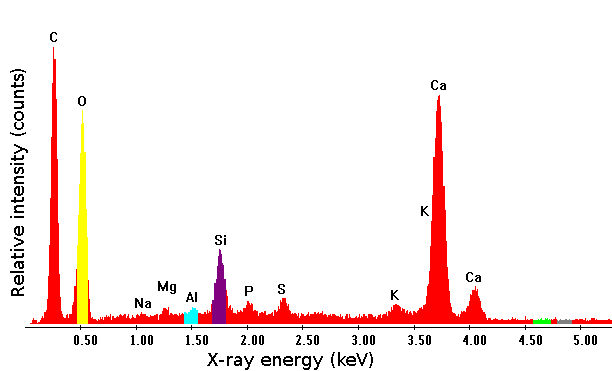
Analiza spectrală cu raze X indică un conținut ridicat de calciu și alte elemente minerale în semințe